# Sareh Zamān
Sareh Zamān (persiska: سرزمان, Sarzamān, سره زمان) är en ort i Iran.   Den ligger i provinsen Lorestan, i den västra delen av landet, 400 km sydväst om huvudstaden Teheran. Sareh Zamān ligger 1 142 meter över havet och antalet invånare är 162.
Terrängen runt Sareh Zamān är kuperad.Runt Sareh Zamān är det ganska tätbefolkat, med 62 invånare per kvadratkilometer. Närmaste större samhälle är Vasīān, 13,7 km öster om Sareh Zamān. Omgivningarna runt Sareh Zamān är i huvudsak ett öppet busklandskap.